# Нечай Сергій Васильович
Сергій Васильович Нечай (нар. 10 грудня 1968, Луганськ, УРСР) — радянський та російський футболіст, захисник, згодом — футбольний функціонер.

## Кар'єра гравця
Розпочинав займатися футболом у Луганську. Закінчив місцеву дитячо-юнацьку футбольну школу. В одній віковій групі разом з Віктором Онопко виграв юнацьку першість Української РСР.
Перша професійна команда - «Нива» (Вінниця). У 1990 році грав за «Шахтар» (Павлоград), а з 1990 по 1992 рік - за «Торпедо» (Таганрог).
У 1993 році підписав контракт з волгоградським ФК «Ротор». У першому сезоні за волжан зіграв 33 матчі (2 голи) і допоміг команді завоювати срібні медалі чемпіонату Росії. У сезоні 1994 року зіграв два матчі в Кубку УЄФА, в яких забив один м'яч.
Влітку 1995 року перейшов у ФК «Ростсельмаш», а ростовський клуб за трансфер гравця розплатився не грошима, а новеньким сільськогосподарським комбайном. У 1999 році в футболці ростовського клубу зіграв 1 поєдинок у кубку Інтертото.
Після завершення кар'єри футболіста на тривалий час розлучився з футболом, працював на митному посту «Річковий порт Ростов-на-Дону», де пройшов по службових сходах через всі щаблі, почавши з молодшого інспектора і закінчивши начальником.
Восени 2005 року в складі збірної Південного митного управління став чемпіоном світу з міні-футболу серед поліцейських і в того ж року прийняв запрошення гендиректора ФК «Ростов» Рохуса Шоха і став його заступником. У ростовському клубі пропрацював декілька років, а потім змушений був його покинути слідом за керівником. Пізніше працював ліцензованим агентом Російського футбольного союзу, допомагав футболістам працевлаштуватися, клубам комплектуватися, вів селекційну роботу по півдню Росії.
У сезоні 2011/12 років працював генеральним директором ФК «Ротор», з 2012 року - президент клубу.

## Статистика
| Команда           | Сезое             | Чемпіонат         | Чемпіонат | Чемпіонат | Кубок | Кубок | Єврокубки | Єврокубки | Загалом | Загалом |
| Команда           | Сезое             | Рів.              | Матчі     | Голи      | Матчі | Голи  | Матчі     | Голи      | Матчі   | Голи    |
| ----------------- | ----------------- | ----------------- | --------- | --------- | ----- | ----- | --------- | --------- | ------- | ------- |
| Ротор             | 1993              | I                 | 33        | 2         | 2     | 0     | —         | —         | 35      | 2       |
| Ротор             | 1994              | I                 | 29        | 0         | 2     | 0     | 2         | 1         | 33      | 1       |
| Ротор             | 1995              | I                 | 12        | 0         | 3     | 0     | 0         | 0         | 15      | 0       |
| Ротор             | Загалом           | Загалом           | 74        | 2         | 7     | 0     | 2         | 1         | 83      | 3       |
| «Ростсельмаш»     | 1995              | I                 | 11        | 0         | 1     | 0     | —         | —         | 12      | 0       |
| «Ростсельмаш»     | 1996              | I                 | 24        | 1         | 1     | 0     | —         | —         | 25      | 1       |
| «Ростсельмаш»     | 1997              | I                 | 29        | 1         | 2     | 0     | —         | —         | 31      | 1       |
| «Ростсельмаш»     | 1998              | I                 | 1         | 0         | 0     | 0     | —         | —         | 1       | 0       |
| «Ростсельмаш»     | 1999              | I                 | 0         | 0         | 0     | 0     | 1         | 0         | 1       | 0       |
| «Ростсельмаш»     | Загалом           | Загалом           | 65        | 2         | 4     | 0     | 1         | 0         | 70      | 2       |
| Усього за кар'єру | Усього за кар'єру | Усього за кар'єру | 139       | 4         | 11    | 0     | 3         | 1         | 153     | 5       |

## Досягнення
- Вища ліга чемпіонату Росії
  -  Срібний призер (1): 1993

- Кубок Росії
  -  Фіналіст (1): 1995

- Друга нижча ліга чемпіонату СРСР
  -  Чемпіон (1): 1990

- Чемпіонат світу з міні-футболу серед поліцейських
  -  Володар (1): 2005

## Освіта
Закінчив Луганський педуніверситет. Другу вищу освіту здобув на відділенні «митна справа» Ростовського державного економічного університету.

## Сім'я
Одружений. Має двох синів.